# 陈吉华
陈吉华，第四军医大学口腔医院院长，教授，长期从事口腔临床医学研究和教学，担任中华口腔医学会常务理事、修复专业委员会副主任委员等。陈吉华曾入选中国教育部长江学者特聘教授，曾担任第三届国际口腔粘接技术大会主席，获得过中国国家科技进步奖。